# Vendedor ambulante

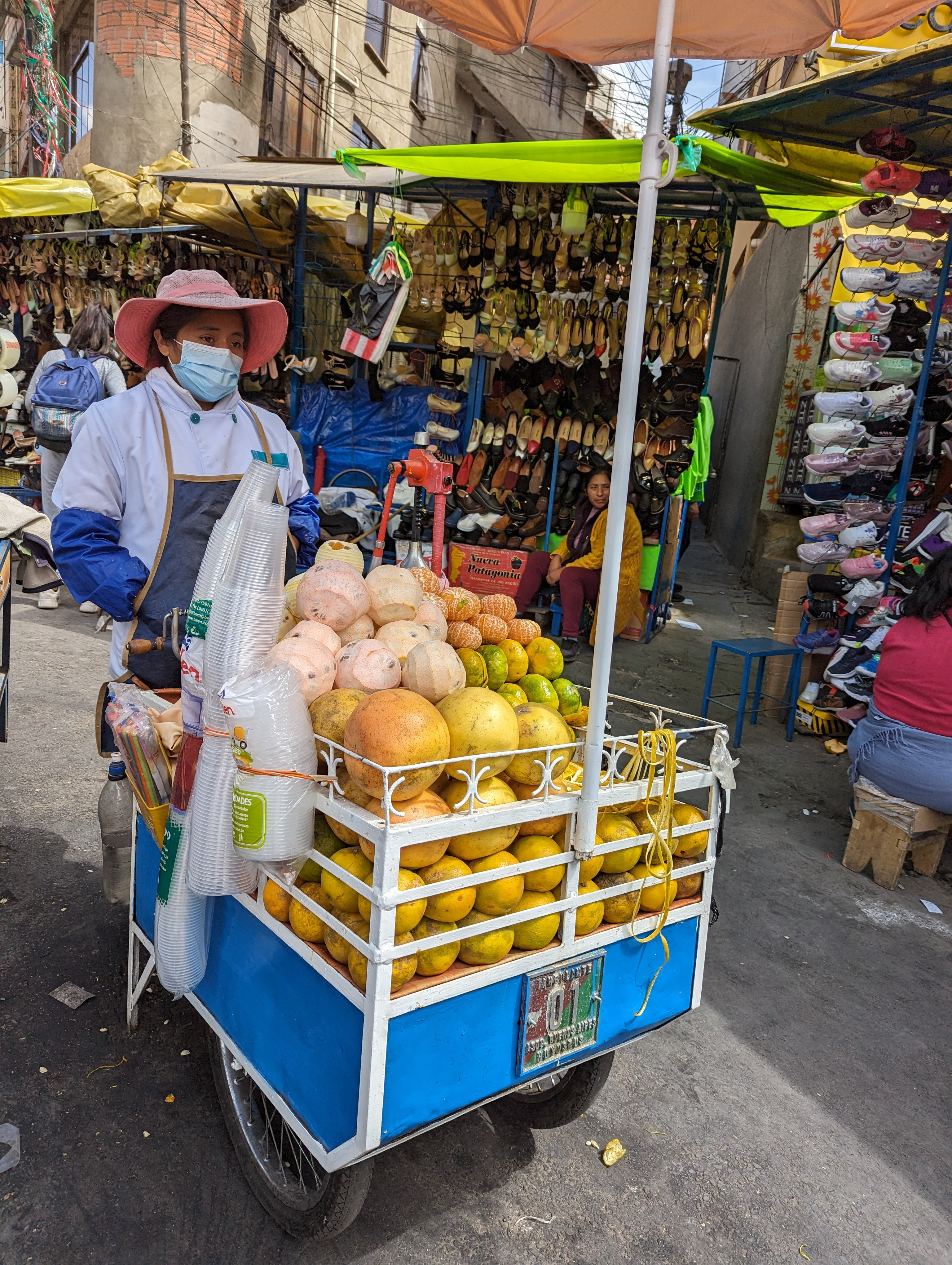
Una vendedora ambulante en un mercado en Bolivia, vendiendo jugo de naranja y jugo de pomelo.

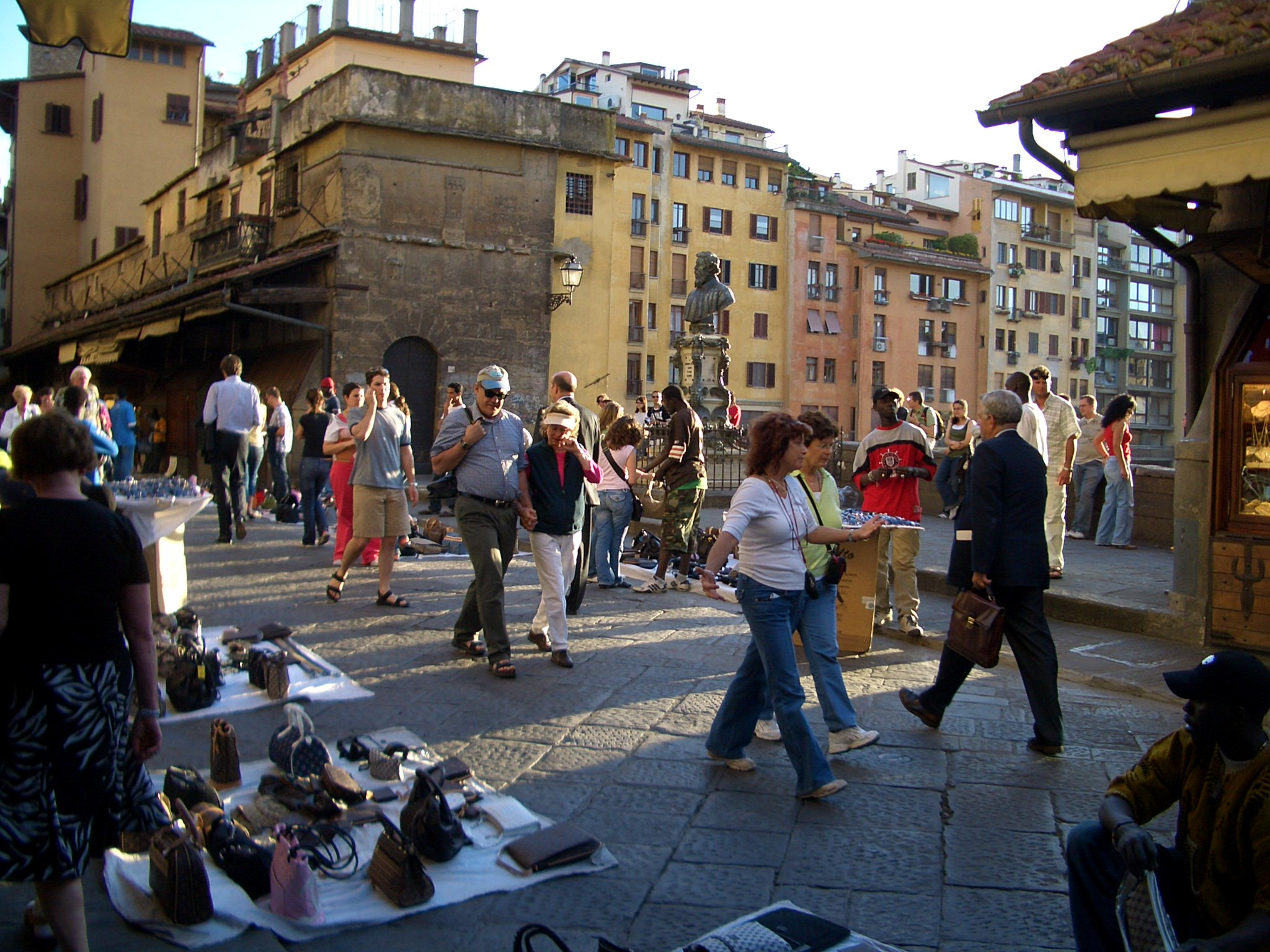
Buhoneros y turistas en el Puente Viejo en Florencia.

Un vendedor ambulante o vendedor callejero, entre otros nombres coloquiales, es cualquier vendedor cuyo puesto de venta puede ser fácilmente transportado a diferentes lugares y que trabaja principalmente en el mercado informal; por lo general, un vendedor ambulante suele dedicarse a la venta de productos baratos, artesanías o comida y bebidas.
Un vendedor ambulante como la práctica de la venta callejera suele ser referido con varios nombres coloquiales, entre algunos de ellos: ambulantaje (Mx.), buhonero (Do. y Ve.), canillita (Pe.), o mantero.

## Características del vendedor ambulante
Generalmente, se instala en pequeños puestos o kioscos (aunque a veces le basta con una simple mesa donde exponer la mercancía) en las aceras de las calles más transitadas de distintas partes de una ciudad; de igual forma, el buhonero también puede deambular sin necesidad de un local específico cargando consigo lo que busque vender: ropa, música, artículos artesanales, libros, películas, etcétera.
Debido a su calidad de informal y su considerable expansión en distintos lugares públicos de la ciudad, la buhonería es vista por ciertos sectores de la sociedad como problemática y molesta. Sin embargo, los bajos precios y el fácil acceso a distintos productos que ofrece el buhonero hacen de él una alternativa rentable y eficiente para gran parte del mercado consumidor.
El buhonero en la actualidad es muy criticado, ya que este no está en la obligación de abonar impuestos como las empresas o negocios[cita requerida]. Por ello, hay una constante lucha entre la economía formal e informal. Caso distinto es el de los vendedores ambulantes que venden sus mercancías en los populares mercadillos (muy arraigados en España) que suelen ser un día fijo de la semana (según el pueblo, barrio o ciudad), por cuya utilización del espacio público pagan los impuestos correspondientes.
Los productos (bienes o servicios) se dirigen principalmente al consumo de personas que habitan en lugares residenciales (viviendas o casas), o bien en movimiento (peatonal o movilizadas por medios mecánicos por ejemplo autos, buses o micros) o asistentes a centros de atracción coyuntural (eventos de variadas índoles) o usuarios de establecimientos de prestación de servicios (educacionales, de salud, penitenciarios y otros).
Así mismo, el comercio ambulante (o bien ambulantaje, en México) es el término empleado para describir una actividad comercial no afincada territorialmente en un lugar determinado; es ejercida por una persona o por un número reducido de personas (generalmente vinculadas por parentesco o por amistades preexistentes) que intercambian productos por dinero en efectivo del cliente y comprador, sin que intermedie comprobante alguno (boleta, factura o contrato), ni respaldo o seguro por las transacciones realizadas.

## Sociedad global y segmentos informales de venta callejera
Tradicionalmente arraigada en el tejido social y económico de muchos países del Sur del mundo, en las últimas décadas la práctica de la venta ambulante también se ha extendido a países más desarrollados, manifestándose en formas diversas. Aunque, por definición, no opera en la economía sumergida, ya que teóricamente los empresarios ambulantes pueden ubicarse a lo largo de un continuo que va desde un extremo completamente formal hasta otro completamente ilegal, en las sociedades contemporáneas surge una tendencia polarizada decididamente hacia el extremo de la informalidad. A través del análisis comparativo de varios estudios socio-antropológicos sobre vendedores ambulantes, en general, emergen figuras recurrentes e interconectadas que pueden distinguirse en diferentes tipos: el vendedor reconocido, cuya función es legítima y/o aceptada institucionalmente; el vendedor efímero, cuya función es ocasional y difícilmente reconocida; el comerciante clandestino, cuya función carece de legitimidad. Además, se pueden clasificar según su movilidad: el vendedor estacionario, que realiza su actividad en un lugar fijo; el vendedor semi-estacionario, que opera en estructuras improvisadas; y el vendedor móvil, que lleva a cabo su actividad desplazándose a lugares diferentes. Según M. Meneghetti, la venta informal callejera en la sociedad global a menudo representa una forma compleja y altamente flexible de agencia que permite una adaptación y un desarrollo funcional del actor social que la practica en relación con una situación personal o colectiva de desventaja (real o percibida), ya sea social, legal, cultural, económica o política.

## Tipos de comercio ambulante
El comercio ambulante admite diversas subdivisiones o perspectivas de análisis.
Así, por tanto es susceptible apreciarle desde el punto de vista de la formalidad; aunque siendo todas de nivel informal unas lo son abiertamente, en tanto que otras tienen un vínculo municipal (permiso, supervisiones, programas especiales).

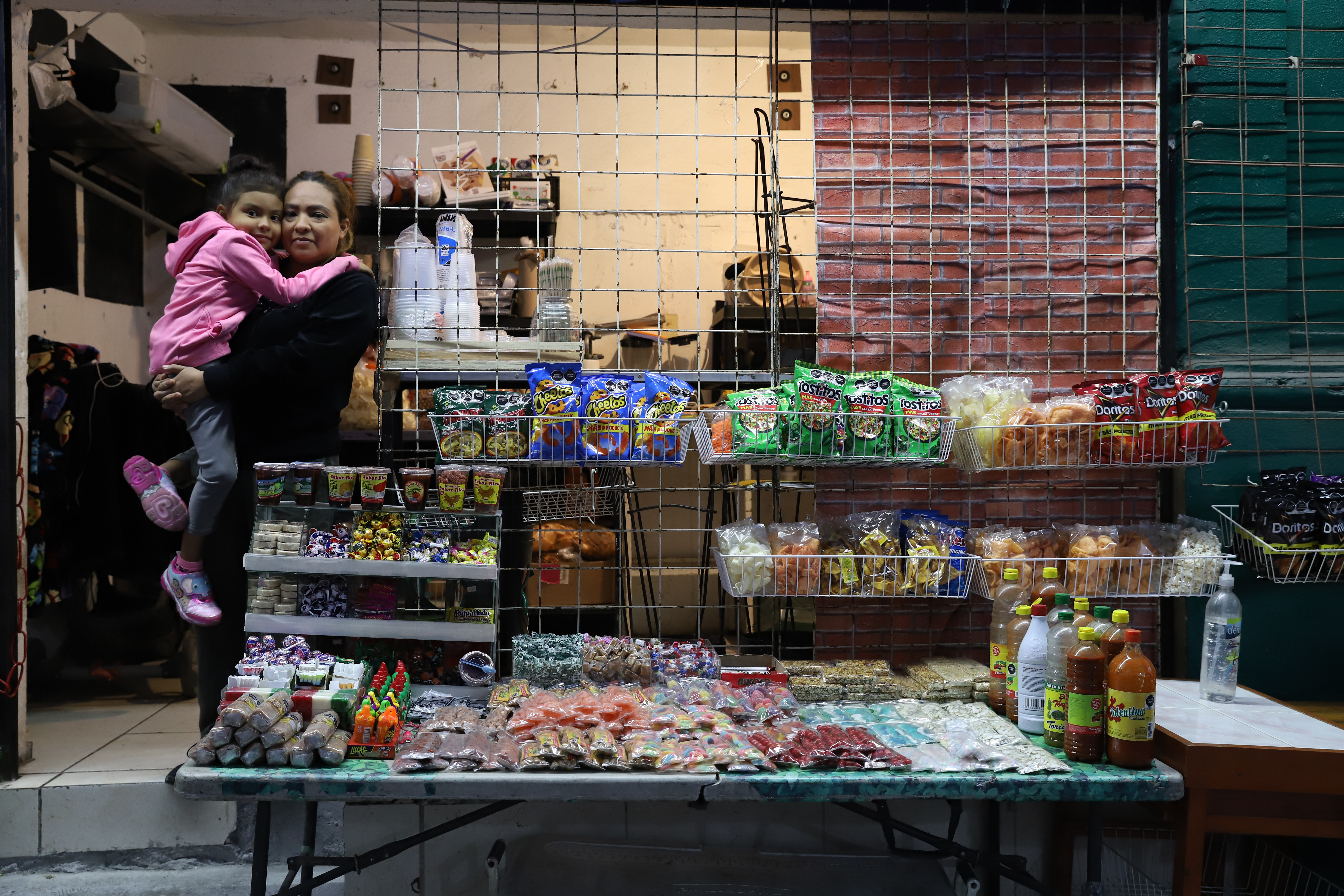
Mujer vendedora en el norte de México.

Por otra parte, en cuanto al nivel de precariedad unas lo son al nivel de subsistencia, por ejemplo ventas de sopaipillas, helados y otros, en cambio otras no lo son en modo alguno e inclusive están organizadas en redes, con objetivos claros y obtención de utilidades (como lo son los casos de las actividades de las ferias libres “persas”), también lo están aquellas actividades comerciales que persiguen (o recorren)  eventos de carácter religioso (la “tirana”, Lo “Vásquez”), artístico (recitales), culturales (muestras o exposiciones, visitas, ceremonias) o deportivo (fútbol, tenis, y otros).
También se pueden distinguir de la óptica de los giros comerciales de consumo alimenticio (frutas, verduras, legumbres, y otros);  de vestuario (sombrero/gorros, ropas y calzados);  servicios (malabaristas, organilleros, afiladores de cuchillos, peluqueros, venta de discos y revistas); de fabricación (pan de horno callejero, sopaipillas, sándwich, bebidas, frutas confitadas, etc.);  de herramientas o medios (utensilios caseros, carpintería, cerrajería, jardinería, eléctricos etc.).
Otra división puede apuntar a los medios de traslado, unos lo son de tracción humana (caminando, carritos, triciclos, bicicletas, mesas, parrillas, hornos, etc.); animal (burros o mulas, caballos, carretelas); y mecánica (autos, camionetas, furgones, van, camiones y otros).
Así mismo es posible distinguir del punto de vista de los lugares: en calzadas de calle (ferias libres, persas y navideñas, puestos de temporada de frutas); en intersecciones reguladas por semáforos (limpiadores de parabrisas de auto, ventas de dulce, de revistas y diarios, ventas de símbolos patrios y deportivos, símbolos y productos estacionales o circunstanciales, malabaristas, vendedores de repuestos y diversos adminículos) o en peajes.
También es susceptible verlo del ámbito de la afluencia de público (estadios, consultorios, terminales de metro, estacionamientos educacionales, municipalidades, hipódromos, hospitales, paraderos de buses, etc.). Así mismo de tránsito por lugares públicos, el típico comerciante que deambula por las calles.
Por último desde la perspectiva funcional del sistema social económico, en orden de paliar el desempleo, canalizar el camino de personas con escasa especialidad, o por dificultad del sujeto de encontrar trabajo formal o por falla de aptitud de disciplina y subordinación en el mercado laboral formal o también para incentivar el emprendimiento.

## Beneficios sociales y económicos
La investigación Informal Economy Monitoring Study (IEMS), realizada en 2012 por Women in Informal Employment: Globalizing and Organizing (WIEGO) en 10 ciudades de África, Asia y América Latina, ha identificado varios beneficios económicos y sociales de la venta ambulante. Estos son algunos de los impactos que se han detectado:
- La venta ambulante es una fuente importante de empleo en muchas ciudades.[7]
- El trabajo de los vendedores callejeros genera ingresos para las empresas formales y los gobiernos municipales.
- La actividad económica generada a través del comercio callejero contribuye al crecimiento económico y a la reducción de la pobreza.

## Comercio ambulante en México
El comercio como actividad económica realizada por el hombre en sociedad tiene sus antecedentes en las primeras manifestaciones de la cultura, cuando se comprendió la necesidad de realizar el intercambio de objetos y productos para la satisfacción de necesidades humanas. Entre los modos históricos de realizar el intercambio, se encuentran aquellas que no presentan espacios específicos destinados de manera ex profesa por las normas socioculturales y económicas de la sociedad para realizar actos de intercambio; en ellas se enmarca el comercio ambulante. 

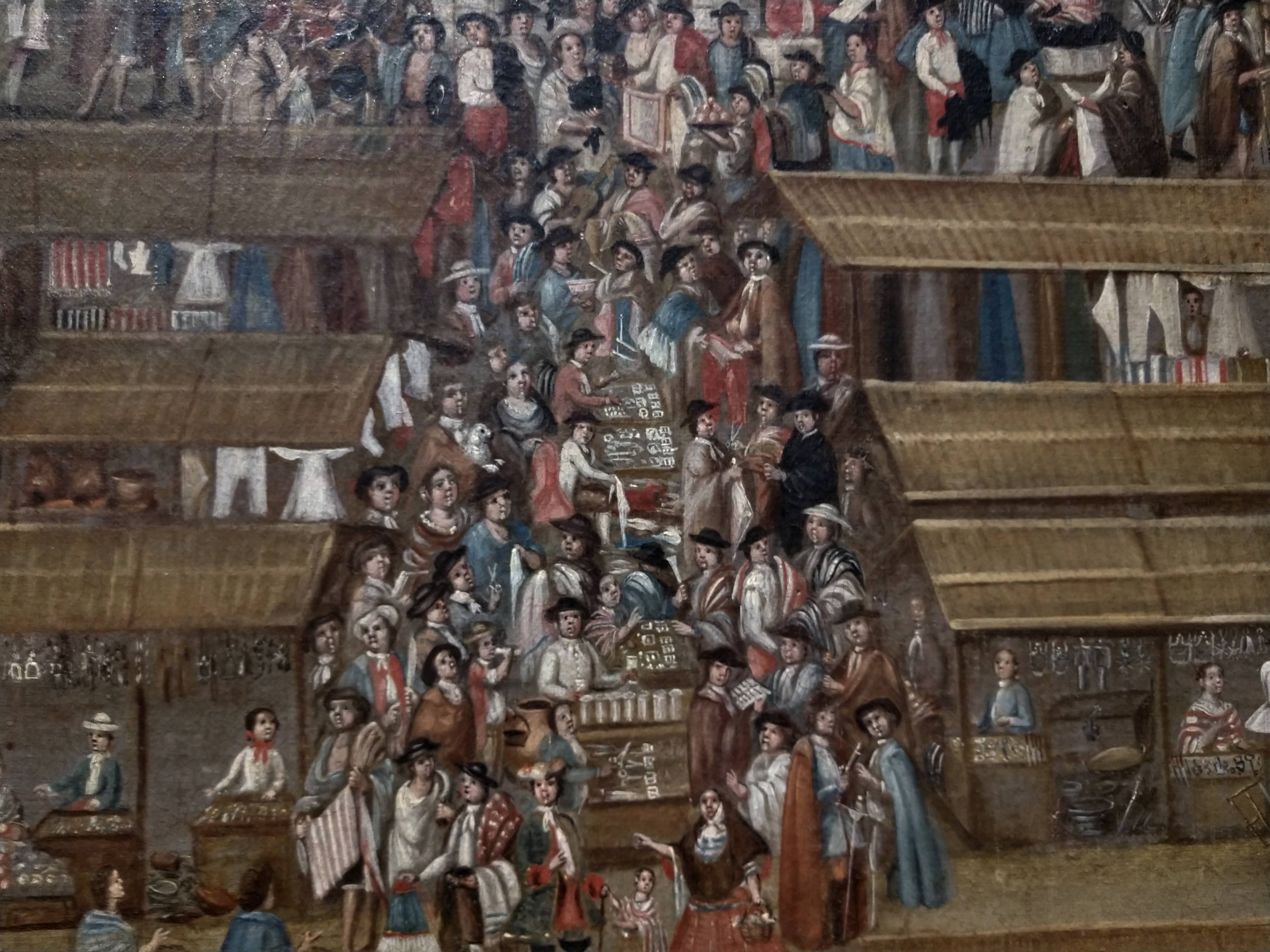
Vendedores ambulantes en México en el

El comercio ambulante como producto del proceso histórico de la división social del trabajo se encuentra profundamente enraizado en la historia económica (Mendoza, García: 1994, 12) de los pueblos. Para América Latina, y por ende de México, como lo señala el Programa Regional del Empleo para América Latina y el Caribe (PREALC) la “actividad del comercio ambulante es tan antigua como la historia de la urbe” (Contreras, Victoria: 1988, 1). 

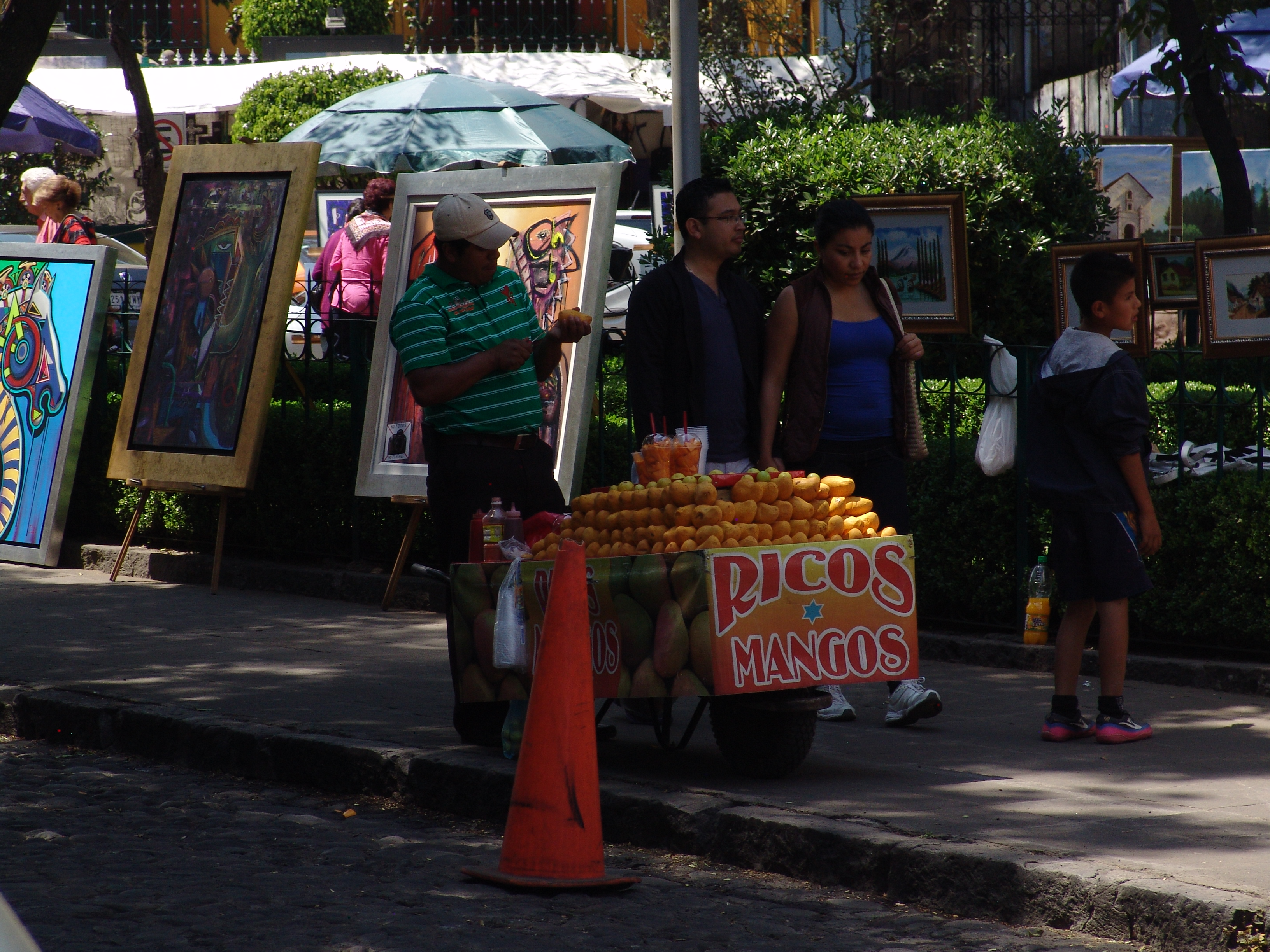
Vendedor ambulante de mangos con chile y chamoy en Ciudad de México

En el caso de Ciudad de México, el comercio ambulante se sitúa en profundas raíces históricas (DDF: 1997, 3). Para asociar las principales relaciones en el acto de compraventa ambulante, tanto en el ámbito económico como en el social, se estudia el desarrollo histórico de esta forma peculiar de intercambio comercial de Ciudad de México, contemplando un período de 7 siglos, del año de 1321 al año 2000, facilitando con ello la comprensión del efecto económico del ejercicio del comercio ambulante en la estructura económica de Ciudad de México.
- El tianquiztli

La forma de mercado de los aztecas, abre el recorrido histórico del comercio ambulante. Los sujetos comerciales que se pueden aproximar a la concepción de comerciantes ambulantes son los nauhaloztomeca y los pochtecatlaloque en sus funciones de traficantes del comercio exterior del imperio azteca y como buscadores de mercados fuera de la ciudad capital azteca.
En este tiempo las expectativas que guían el ejercicio de las actividades comerciales son amplias; esto es, para proveer de productos a la capital azteca; expandir el imperio azteca; y como elemento de avanzada y control de los territorios a ocuparse o ya conquistados. Esto se muestra visible en la manera de operar y administrar la actividad comercial; y su concepción en la sociedad azteca.
La apertura es el comercio azteca, primordialmente en la ciudad de Tenochtitlan, capital del imperio azteca y lugar de asentamiento de la actual Ciudad de México; porque a pesar de que los vestigios de cultura en la Cuenca de Ciudad de México se remontan a épocas anteriores a la llegada de los aztecas, y aun cuando a su llegada el lugar ya se encontraba habitado; por tanto, ya se ejercía el intercambio de productos y objetos.
Es con la fundación de la capital del imperio azteca que el ejercicio del comercio alcanzó el grado de desarrollo que encontraron los españoles; y al mezclarse con su forma de ejercer el comercio, constituyó los antecedentes comerciales de la actual Ciudad de México.